# アキアミ
アキアミ（秋醤蝦、Acetes japonicus）は、サクラエビ科に分類されるエビの一種。日本を含む東南アジアの内湾域に生息する小型のエビで、食用や釣り餌などに利用される。
標準和名に「アミ」と名がつくが、アミ目やオキアミ目ではなく十脚目（エビ目）に属する。

## 特徴
雄は11-24mm、雌は15-30mm。体は前後に細長い。生きている時は体がほぼ透明だが、尾扇に赤い斑点が2つある。死んだ個体の体色は濁ったピンク色になる。第2触角は体長の約2倍もあり、根元から1/4くらいの所で折れ曲がる。5対ある歩脚のうち、第4・第5歩脚が退化し、残り3対はどれも鋏脚である。アミ類やオキアミ類の歩脚は鋏脚ではないので、この点で区別できる。
インド南部、ベトナム、中国、黄海、日本の沿岸域に分布する。日本での分布域は秋田県以南で、富山湾、三河湾、瀬戸内海、中海、有明海などの内湾が多産地として知られる。
プランクトンとして内湾の河口付近を大群で遊泳し、他のプランクトンやデトリタスを食べる。天敵は魚類、鳥類などである。生息地での個体数は多く、食物連鎖で重要な位置を占める。

### 生活史
日本での産卵期は5月から10月までで、メスは交尾後に680-6800個の受精卵を海中に放出する。オスは交尾後に、メスは産卵後に死んでしまう。受精卵は直径0.25mmほどで緑色、数時間のうちに孵化し、ノープリウス3期、前ゾエア（プロトゾエア : Protozoea）3期、ゾエア1期、ミシスを経る。
日本の生息地での研究によると、アキアミには9-10ヶ月ほど生存して越冬をする「越冬世代」と、夏の2-3ヶ月だけで一生を終える「夏世代」があり、1年のうちで2-3回世代交代を行うことがわかっている。越冬世代は5-7月に産卵、生まれた夏世代が7-10月に産卵して死ぬ。また、早いうちに誕生した夏世代からもう一代夏世代が生まれ、秋に越冬世代を産卵する場合もある。越冬世代は水温が下がると成熟せずに休眠し、春に成長して産卵する。

## 利用

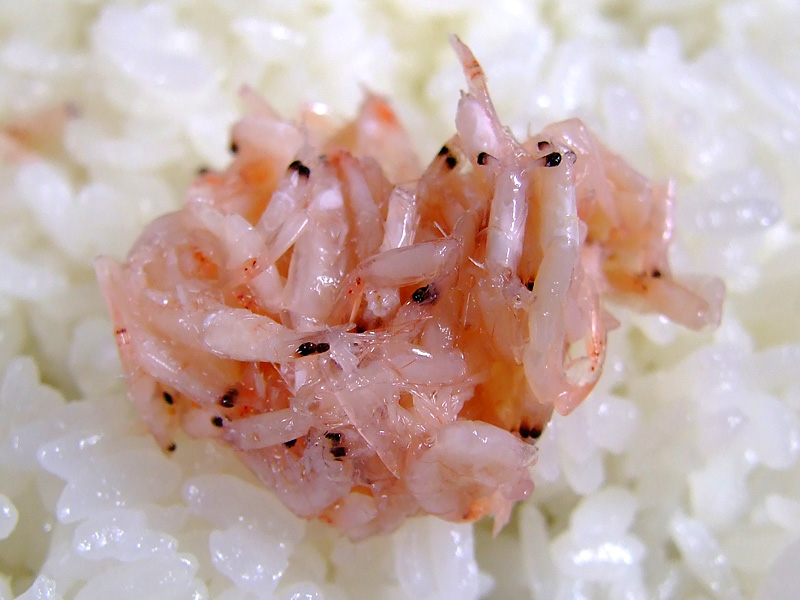
アミの塩辛

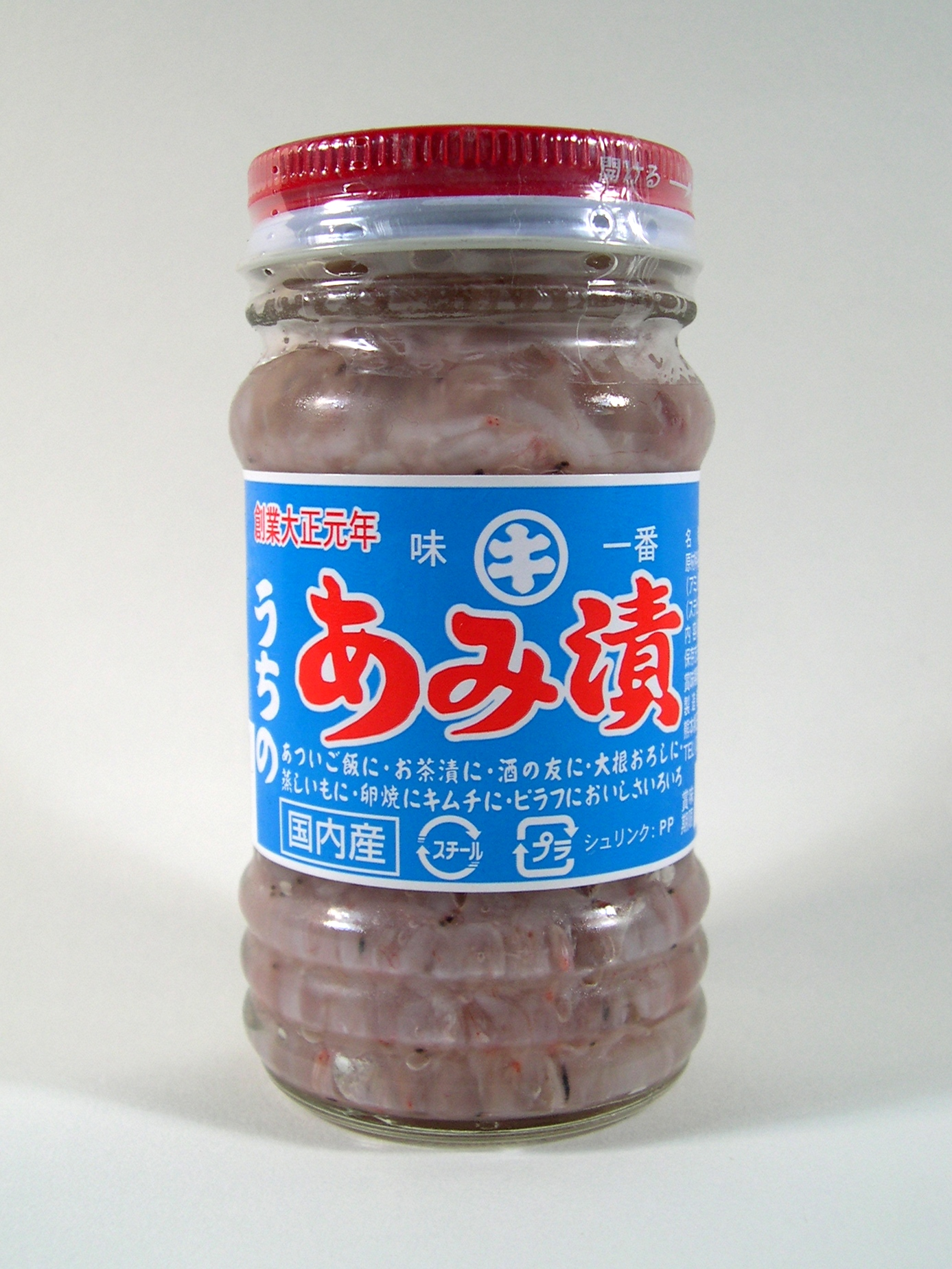
アキアミの瓶詰め

1980年代頃から漁獲量は増え始め、2000年代には全世界で年間60万t程度が漁獲されている。1980-90年代には養殖も試みられたが、現在では行われていない。
曳き網などで漁獲される。漁の盛期は8-10月頃で、和名通り秋に多く漁獲される。
塩辛にされることが多く、産地周辺で流通する。他にも佃煮、干物、掻き揚げなどにも利用され、郷土料理として扱われることもある。朝鮮半島ではキムチの風味付けの一つとして、アキアミの塩辛が重要な材料となっている。かつては岡山県の児島湾が一大産地であり、「備前の漬アミ」として名高かった。西行法師の「山家集」にもうたわれ、東京や関西へもさかんに移出されたが、児島湾の干拓によって漁場が消滅したことで衰退した。
食用以外に、釣り餌や養殖魚の飼料にも用いられる。
日本では商品名にはアミエビという商品名が付くことがある。一般的には、冷凍物、塩漬け物が出回っており、冷凍物は日本水産等が生産し、塩漬け物はキムチ料理に使用する物を流用するため、韓国からの輸入物が多い。